# Ardicino della Porta seniore
Ardicino della Porta (Novara, 1370/1380 – Roma, 9 aprile 1434) è stato un cardinale italiano.

## Biografia
Nacque nella seconda metà del XIV secolo, probabilmente tra il 1370 ed il 1380. Laureato in utroque iure, era sposato ed aveva un figlio, Corrado. Dopo la morte della moglie si recò a Roma dove fu chierico della Camera Apostolica, correttore delle lettere apostoliche, avvocato concistoriale. Partecipò al concilio di Costanza.
Fu creato cardinale diacono da papa Martino V nel concistoro del 24 maggio 1426. Tre giorni dopo ricevette la diaconia dei Santi Cosma e Damiano.
Partecipò al conclave del 1431, che elesse papa Eugenio IV.
Morì a Roma il 9 aprile 1434 e fu sepolto nella basilica di San Pietro in Vaticano.
Era prozio di Ardicino della Porta iuniore, anch'esso cardinale.